# Mohamed Bourouissa
 (décembre 2024).
 (mars 2022).
L'article doit être relu — et modifié si nécessaire — par des contributeurs indépendants pour apporter un regard critique aux contributions effectuées en violation des conditions d'utilisation de Wikipédia, tant sur la forme (notamment concernant le style encyclopédique, la proportionnalité) que sur le fond (la neutralité de point de vue, la qualité et l'indépendance des sources).

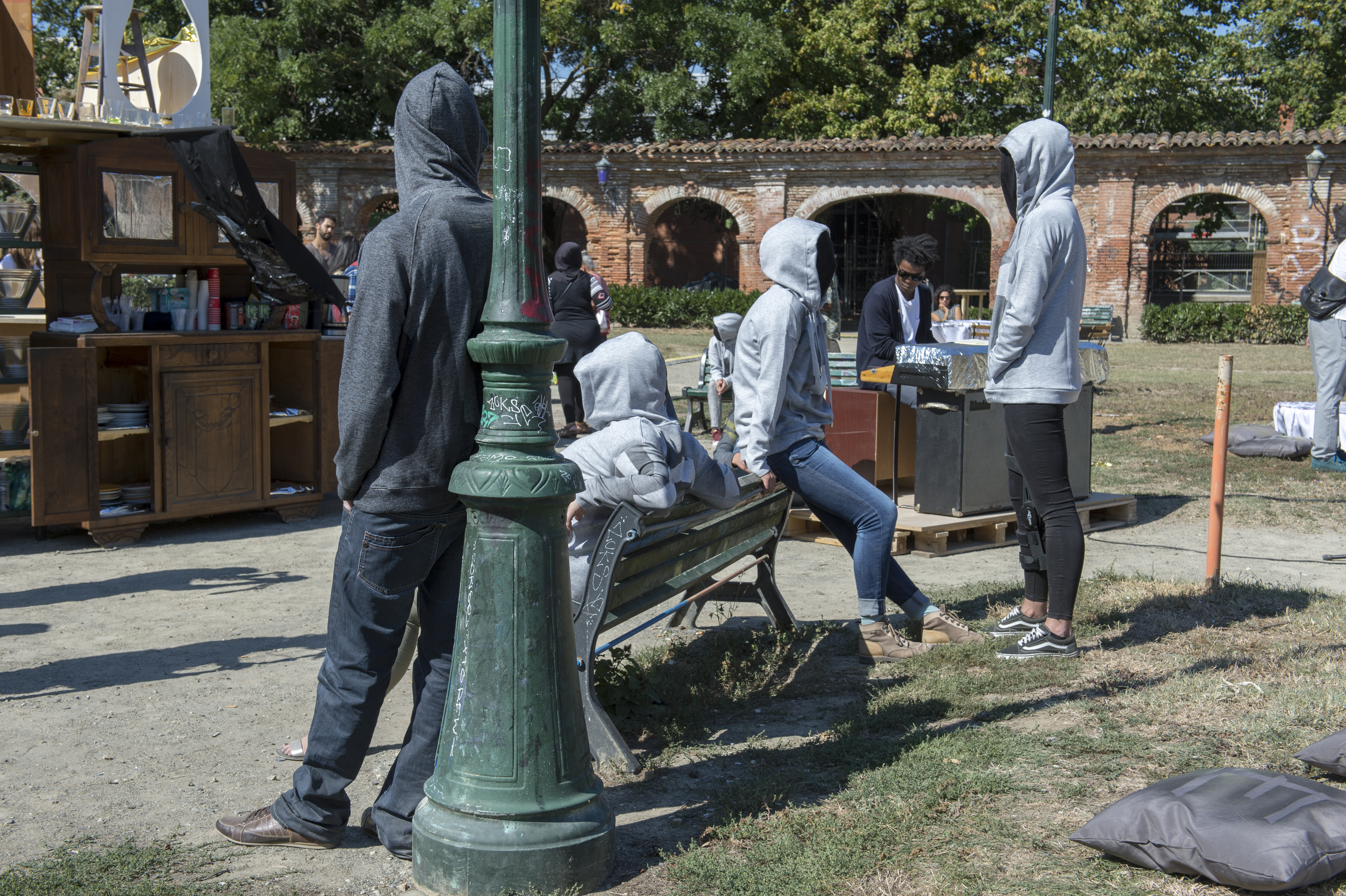
Etceterae, Un rituel Civique, Printemps de Septembre, 2017 - Mohamed Bourouissa et Claire Tancons

Mohamed Bourouissa est un photographe, artiste visuel et plasticien né en 1978 à Blida en Algérie. Il travaille dans son oeuvre la photographie, l'installation, la sculpture, le film et la musique.

## Biographie
La série de photographie Périphérique (2005) et l'oeuvre Temps Mort (2009) le font connaître durant les années 2000.  
Mohamed Bourouissa participe à de nombreuses expositions personnelles et collectives en France et à l'étranger ainsi qu'à de nombreuses Biennales d'art contemporain à travers le monde.   
En 2024, son travail fait l'objet d'une rétrospective au Palais de Tokyo à Paris. Il réalise cette même année le court-métrage Généalogie de la Violence (2024).   
Mohamed Bourouissa est représenté par la galerie Mennour à Paris.
Il vit et travaille à Gennevilliers.

## Collections
- MoMa - The Museum of Modern Art, New York, USA
- Istanbul Museum of Modern Art, Istanbul, Turquie
- Musée national d'Art moderne - Centre Georges Pompidou, Paris, France
- SF MoMA, San Francisco, USA
- Los Angeles County Museum of Art, Los Angeles, USA
- Stedelijk Museum, Amsterdam, Pays-Bas
- Fonds national d’art contemporain, Paris, France
- Fonds municipal d'art contemporain de la Ville de Paris
- Frac Bretagne, Rennes, France
- Collection François Pinault, France
- Château d'eau de Toulouse, France
- Cité nationale de l’histoire de l’immigration, Paris, France
- International Art Fund, Grande-Bretagne.
- Maison européenne de la photographie (MEP), Paris, France
- Neuflize Vie, Paris, France
- The Finnish Museum of Photography, Helsinki, Finlande
- Weng Collection, Krefeld, Allemagne

## Expositions collectives
2024
- Ouvrir les yeux. Les collections photographiques des Abattoirs et de la Galerie Le Château d’Eau Les Abattoirs, Musée – Frac Occitanie, Toulouse, France
- Faits Divers,Musée d'Art Contemporain du Val-de-Marne, Vitry-sur Seine, France
- Chaque vie est une histoire, Palais de la Porte Dorée - Musée national de l’histoire de l’immigration, Paris, France
- Humain Autonome : Déroutes, Musée d'Art Contemporain du Val-de-Marne, Vitry-sur Seine, France

- My Last Will, Casino Luxembourg - Forum d’art contemporain, Luxembourg
- La Langue des Chimères (curation: Mohamed Bourouissa), Galerie Krinzinger, Vienne, Autriche
- Avant-garde and Liberation, MuMok, Vienne, Autriche
- HERST - The horse and power (power and activism), Kunsthal Rønnebæksholm, Danemark
- Serendipity Arts Festival, Goa, Inde

2023
- Humain Autonome, La Condition publique, Roubaix, France
- Morphose, Les Magasins Généraux, Pantin, France
- RITORNELLOS, Nicoletti Contemporary, Londres, Angleterre
- Festival 100%, La Villette, Paris, France
- Cheese is time, time is money, money is monopoly, SIGNAL – Center for contemporary Art, Malmo, Suède

2022
- Parcours Saint-Germain, Paris, France
- Comme une machine à coudre dans un champ de blé. La psychiatrie de François Tosquelles, CCCB, Barcelone, Espagne
- Sick Architecture, CIVA, Bruxelles, Belgique
- E-Werk, Freiburg, Germany, avec John Akomfrah et Johny Pitts
- Emplotment, Ludwig Museum, Budapest, Hongrie
- Lignes de Fuite, CIAP, Centre d’Art de Vassivière, Vassivière, France
- YOY! Care, Repair, Healing, Gropius Bau, Berlin, Allemagne
- Post-Capital, Art and the Economics of the Digital Age, MUDAM, Luxembourg, Luxembourg
- Europa Oxala, Africa Museum, Tervuren, Belgium
- Kathmandu Triennale, Kathmandou, Nepal
- Les Grands Ensembles, L’Onde, Vélizy-Villacoublay, France

2021
- Backslash, Yassi Foundation, Tehran, Iran
- La Déconniatrie - Art, exil et psychiatrie autour de François Tosquelles, Les Abattoirs, Toulouse, France
- Art & Streetwear, VCU Qatar, Doha, Qatar
- Wear the Right Thing, Virginia Commonwealth University School of the Arts, Doha, Qatar
- How Will We Live Together, Biennale Architettura, Venice, Italie
- Höhenrausch - Like in Paradise, OÖ Kulturquartier, Linz, Autriche
- Sweat, Haus der Kunst, Munich, Allemagne
- New Grit : Art & Philly Now, Philadelphia Museum of Art, Philadelphia, USA
- Le déracinement, Z33, Hasselt, Belgium
- The Space Between Classrooms, Swiss Institute, New York, USA

2020
- Horse Day, Ryerson Image Center, Toronto, Canada
- 5,471 miles, Blum & Poe, Los Angeles, USA
- L’école : le sonore, l’audible, le réduit au silence, Manifesta 13, Marseille, France
- 22ème Biennale de Sydney, Sydney, Australie
- Hamdoulah ça va! (curation : Mohamed Bourouissa), DaDa, Marrakech, Maroc
- 20:20 Twenty Years Of Celebrating Contemporary Art, The New Art Gallery, Walsall, UK
- 2020 Deutsche Börse Photography Foundation Prize Exhibition, Londres, UK et Francfort, Allemagne
- Street Life Photography - Seven Decades of Street Photography, Fotomuseum Winterthur, Winterthur, Suisse

2019
- Biennale du Caire, Le Caire, Égypte
- Street. Life. Photography, Kunst Haus Wien, Vienne, Autriche
- Sharjah Biennal, Sharjah, Emirats Arabes Unis
- Tell me about yesterday tomorrow, NS-Dokumentationszentrum, Munich, Allemagne
- Désolé (curation: Mohamed Bourouissa), Ecole d’art municipale de Genneviliers, France
- Schafhausen, Munich Documentation Centre for the History of National Socialism, Munich, Allemagne

2018
- Take Me (I’m yours), Académie de France à Rome – Villa Médicis, Roma, Italie
- Street. Life. Photography. Seven Decades of Street Photography, House of Photography, Hambourg, Allemagne
- Expérience Pommery #14 : L’esprit souterrain, Domaine Pommery, Reims, France

- Prix Marcel Duchamp 2018, Centre Pompidou, Paris, France
- Beautiful world, where are you?, Biennale de Liverpool, Liverpool, UK
- Par amour du jeu, Les Magasins Généraux, Pantin, France
- THE HOBBYIST - En quête de passion, Église des Trinitaires, Arles, France
- Le Commerce de la parole # 2, Atelier Blanc à Villefranche-de-Rouergue et Moulin à Saint-Rémy, France

2017
- Take Me (I’m Yours), Pirelli Hangar Bicocca, Milan, Italie
- Once upon a time… the western, Musée des Beaux-Arts de Montréal, Montréal, Canada
- Pop Corn : Art, design et cinéma, Musée d’art moderne et contemporain de Saint-Étienne, Saint-Étienne, France.
- How to live together, Kunsthalle Wien, Vienne, Autriche
- Mix it - Popmusik and video art, Marta Herford Museum, Herford, Allemagne

2016
- D’une Méditerranée, l’autre, Frac Provence Alpes-Côte d’Azur, Marseille, France.
- Black Cowboy, The Studio Museum, New York, USA
- “Social calligraphies East-West”, Zacheta National Gallery of Art, Varsovie, Pologne
- Todo Abierto : Une exposition sur l’amitié Franco-Cubaine, curated by Didier Gourvennec Ogor, Friche de la Belle de Mai, Marseille, France
- Etcetera : Un rituel civique, Le Printemps de Septembre, Toulouse, France.
- Panorama de la production vidéographique des artistes contemporains de l’Algeria et de sa diaspora 2001 - 2015, Dazibao, Montréal, Canada

2015
- Between Dissent and Discipline: Art and Public Space, Moderna Museet Malmö & Inter Arts Center, Malmö, Sweden.
- Biennale de Lyon, Lyon, France

2013
- L’Utopie d’August Sander, Marseille 2013, Marseille, France
- Beloufa Binet Bourouissa, Galleria Zero, Milano, Italy.

- Festival Hors Pistes, Centre Pompidou, Paris, France

2012
- Prix Pictet, Saatchi Gallery, London, Angleterre
- Nuit Blanche, Galerie Edouard Manet, Gennevilliers et Monnaie de Paris, France

2011
- “ILLUMInazioni / ILLUMInations”, Biennale de Venise, Venise, Italie

## Résidences
2024
- Résidence de création vidéo d'un an au Musée du Louvre, Paris, France

2023
- Résidence de recherche avec l'Institut Français de Jérusalem

2019
- Résidence à LUMA, Arles, France

2013
- AGO, Art Gallery of Ontario, Toronto, Canada

2012
- L’Utopie d’August Sander, Résidence à art-cade, Galerie des grands bains douches de la Plaine, Marseille

2009
- Résidence à l'Université Autonome, Barcelone Espagne (Images de Campus / Campus en images)
- Résidence Maison de France, résidence d'artistes du service de coopération et d'action culturelle du Consultat de France à Rio de Janeiro, Rio de Janeiro, Brésil

2007
- Résidence, Galerie municipale du Château d'eau, Toulouse